# Donald Tolmie
Pour les articles homonymes, voir Tolmie.
Donald Ross Tolmie (11 novembre 1923-18 mars 2009) est un homme politique canadien de l'Ontario. Il est député fédéral libéral de la circonscription ontarienne de Welland de 1965 à 1972.

## Biographie
Né à Lindsay en Ontario, Tolmie participe à la Seconde Guerre mondiale en tant que navigateur d'Avro Lancaster. Exerçant le métier d'avocat à Welland, il siège au conseil municipal de 1957 à 1964.
Élu député fédéral en 1965 et réélu en 1968, il ne se représente pas en 1972.
D'octobre 1971 à septembre 1972, Tolmie est secrétaire parlementaire de Ron Basford, ministre de la Consommation et des Corporations.
Après une maladie non détectée, il meurt à son domicile de Pelham en mars 2009.